# Carmelo Mendoza
Carmelo Mendoza, detto Cholo (... – Santa Fe, 22 settembre 2024), è stato un cestista argentino.

## Carriera
Con l'Argentina ha disputato due edizioni dei Campionati sudamericani (1976, 1977), vincendo una medaglia d'oro.